# Cathédrale Notre-Dame-du-Rosaire de Girardota
Cette  cathédrale n’est pas la seule cathédrale Notre-Dame-du-Rosaire.
La Cathédrale Notre-Dame-du-Rosaire est la cathédrale de culte catholique romain située à Girardota, dans le département d'Antioquia, en Colombie.